# Spațiu hiperbolic

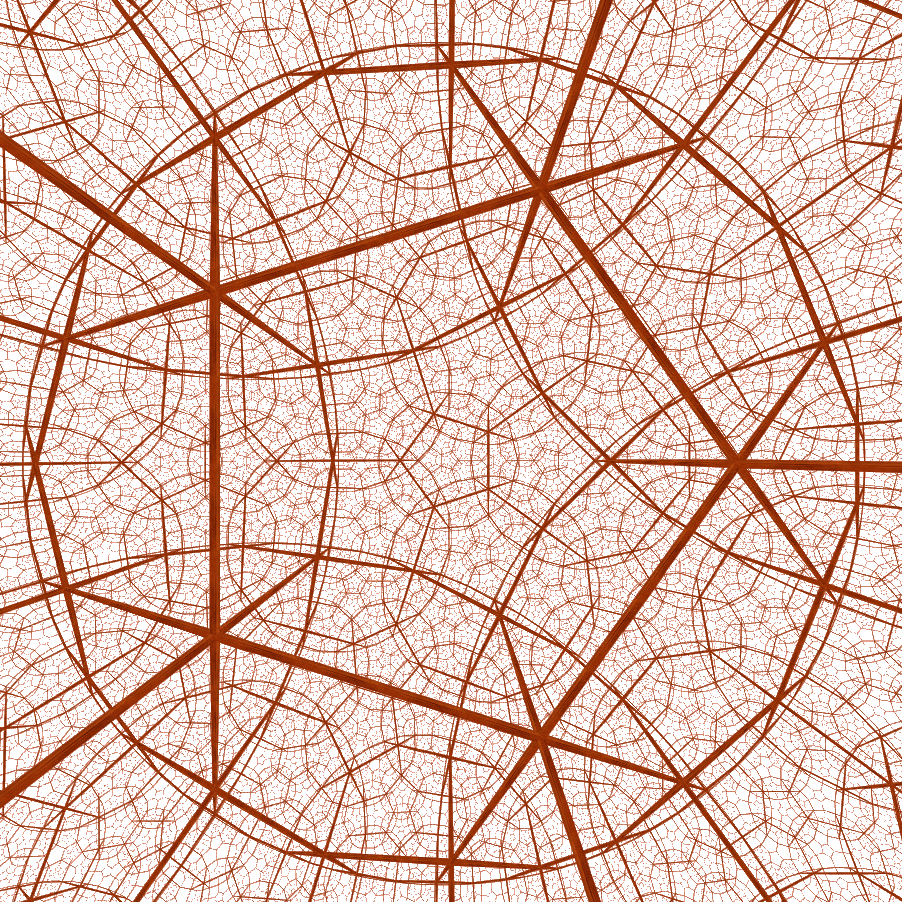
Proiecție în perspectivă a unei teselări dodecaedrice în H^{3}.
Patru dodecaedre se întâlnesc pe fiecare latură, iar opt se întâlnesc în fiecare vârf, precum cuburile unei teselări cubice din E^{3}

În matematică, un spațiu hiperbolic este un spațiu omogen care are o curbură constantă negativă, unde în acest caz curbura este curbura secțională. Este geometrie hiperbolică în mai mult de 2 dimensiuni și se distinge de spațiile euclidiene cu curbură zero care definesc geometria euclidiană și de geometria eliptică, care au o curbură constantă pozitivă.
Când este încorporat într-un spațiu euclidian (de o dimensiune superioară), fiecare punct al unui spațiu hiperbolic este un punct șa. O altă proprietate distinctivă este cantitatea de spațiu conținut de o n-sferă în n-spațiul hiperbolic: în funcție de raza sferei, pentru raze mari crește mai degrabă exponențial decât polinomial.

## Definiție formală
n- spațiul hiperbolic, notat Hn, este maxim de simetric, simplu conex, varietate riemanniană n-dimensională cu o curbură secțională negativă constantă. Spațiul hiperbolic este un spațiu care prezintă o geometrie hiperbolică. Este analogul de curbură negativă al n-sferei. Deși spațiul hiperbolic Hn este difeomorf cu Rn, metrica sa de curbură negativă îi conferă proprietăți geometrice foarte diferite.
2-spațiul hiperbolic, H2 se mai numește și planul hiperbolic.

## Modele de spații hiperbolice
Spațiul hiperbolic, dezvoltat independent de Nikolai Lobacevski și János Bolyai, este un spațiu geometric analog cu spațiul euclidian, însă în care axioma paralelelor nu mai este considerată valabilă. În schimb, axioma paralelelor este înlocuită cu următoarea alternativă (în două dimensiuni):
- Fiind dată o dreaptă L și punctul P care nu este situat pe L, există cel puțin două drepte distincte care trec prin P și care nu se intersectează cu L.

Apoi este o teoremă că există infinit de multe astfel de drepte prin P. Această axiomă încă nu caracterizează în mod unic planul hiperbolic până la izometrie; există o constantă suplimentară, curbura K < 0, care trebuie specificată. Totuși, îl caracterizează în mod unic până la omotetie, adică până la bijecții care schimbă doar noțiunea de distanță cu o constantă generală. Alegând o scară de lungime adecvată, se poate presupune, fără pierderea generalității, că K = −1.
Se pot construi modele de spații hiperbolice care pot fi încorporate într-un spațiu plat, de exemplu unul euclidian. În special, existența spațiilor model implică faptul că postulatul paralel este logic independent⁠(d) de celelalte axiome ale geometriei euclidiene.
Există mai multe modele importante ale spațiului hiperbolic: modelul Klein, modelul hiperboloidului, modelul bilei Poincaré și modelul semispațiului Poincaré. Toate acestea modelează aceeași geometrie în sensul că oricare dintre ele poate fi asociată printr-o transformare care păstrează toate proprietățile geometrice ale spațiului, inclusiv izometria (deși nu în ceea ce privește metrica euclidiană).

### Modelul hiperboloidului
Modelul hiperboloid realizează spațiul hiperbolic sub forma unui hiperboloid în Rn+1 = {(x0,...,xn)|xi∈R, i=0,1,...,n}. Hiperboloidul este locul geometric Hn ale punctelor a căror coordonate satisfac relația:
{\displaystyle x_{0}^{2}-x_{1}^{2}-\cdots -x_{n}^{2}=1,\quad x_{0}>0.}
În acest model o dreaptă (sau geodezică) este curba formată de intersecția lui Hn cu un plan care trece prin origine în Rn+1.
Modelul hiperboloidului este strâns legat de geometria spațiului Minkowski. Forma pătratică
{\displaystyle Q(x)=x_{0}^{2}-x_{1}^{2}-x_{2}^{2}-\cdots -x_{n}^{2},}
care definește hiperboloidul, duce la forma biliniară
{\displaystyle B(x,y)=(Q(x+y)-Q(x)-Q(y))/2=x_{0}y_{0}-x_{1}y_{1}-\cdots -x_{n}y_{n}.}
Spațiul Rn+1, echipat cu forma biliniară B, este un spațiu Minkowski (n+1)-dimensional R n,1.
Pe modelul hiperboloidului se poate asocia o distanță definind distanța între două puncte x și y pe Hn ca fiind:
{\displaystyle d(x,y)=\operatorname {arcosh} B(x,y).}
Această funcție satisface axiomele unui spațiu metric. El este conservat prin acțiunea grupului Lorentz pe Rn,1. Prin urmare, grupul Lorentz acționează ca grup de transformare păstrând izometria pe Hn.

### Modelul Klein
Un model alternativ de geometrie hiperbolică se află pe un anumit domeniu în spațiu proiectiv. Forma pătratică Minkowski Q definește un subset dat Un ⊂ RPn drept loc al punctelor pentru care Q(x) > 0 în coordonate omogene x. Domeniul "U"n este modelul Klein al spațiului hiperbolic.
Dreptele acestui model sunt segmentele de dreaptă deschise ale spațiului proiectiv ambiental care se află în Un. Distanța dintre două puncte x și y din Un este definită de:
{\displaystyle d(x,y)=\operatorname {arcosh} \left({\frac {B(x,y)}{\sqrt {Q(x)Q(y)}}}\right).}
Acest lucru este bine definit pe spațiul proiectiv, deoarece expresia argumentului arccosinusului hiperbolic este omogenă, de gradul 0.
Acest model este legat de modelul hiperboloidului după cum urmează. Fiecare punct x ∈ Un corespunde unei drepte Lx prin originea în Rn+1, prin definiția spațiului proiectiv. Această dreaptă intersectează hiperboloidul Hn într-un punct unic. În schimb, prin orice punct de pe Hn trece o dreaptă unică prin origine (care este un punct din spațiul proiectiv). Această corespondență definește o bijecție între Un și Hn. Este o izometrie, deoarece calculul d(x,y) de-a lungul 1 = Q(x) = Q(y) = 1 reproduce definiția distanței date pentru modelul hiperboloidului.

### Modelul bilei Poincaré
O pereche de modele pentru geometria hiperbolică strâns legate între ele sunt modelul bilei Poincaré și modelul semispațiului Poincaré.
Modelul bilei provine din proiecția stereografică a hiperboloidului în Rn+1 pe hiperplanul {x0 = 0}. Detaliat, fie S punctul din Rn+1 cu coordonatele (−1,0,0,...,0) polul sud al proiecției stereografice. pentru fiecare punct P de pe hiperboloidul Hn fie P∗ punctul unic al intersecției dreptei SP cu planul {x0 = 0}.
Asta creează o aplicație bijectivă a Hn pe bila
{\displaystyle B^{n}=\{(x_{1},\ldots ,x_{n})|x_{1}^{2}+\cdots +x_{n}^{2}<1\}}
în planul {x0 = 0}.
Geodezicele acestui model sunt semicercuri perpendiculare pe sfera care mărginește bila Bn. Izometriile bilei sunt generate de inversiunea față de sferă în hipersfere perpendiculare pe frontieră.

### Modelul semispațiului Poincaré
Modelul semispațiului provine din aplicarea inversiunii față de un cerc cu centrul într-un punct al frontierei modelului bilei Poincaré Bn de mai sus și cu o rază de două ori mai mare decât rază cercului.
Aceasta transformă cercuri în cercuri și drepte și, în plus, este o transformare conformă. În consecință, geodezicele modelului semispațiului sunt drepte și cercuri perpendiculare pe hiperplanul de frontieră.

## Varietăți hiperbolice
Fiecare varietate completă, simplu conexă cu curbură constantă negativă −1 este izometrică cu spațiul hiperbolic real Hn. Ca rezultat, acoperirea universală al oricărei varietăți închise M cu curbură constantă negativă −1, adică o varietate hiperbolică, este Hn. Astfel, fiecare astfel de M poate fi descrisă ca Hn/Γ, unde Γ este un grup discret fără torsiune al izometriilor pe H n. Adică Γ este o latice în SO+(n,1).

### Suprafețe Riemann
Suprafețele bidimensionale hiperbolice pot fi înțelese și în limbajul suprafețelor Riemann. Conform teoremei de uniformizare, fiecare suprafață Riemann este fie eliptică, fie parabolică, fie hiperbolică. Majoritatea suprafețelor hiperbolice au un grup fundamental netrivial π1 = Γ; grupurile care apar astfel sunt cunoscute ca grupuri fuchsiene. spațiul cât H2/Γ a semiplanului superior modulo grupul fundamental este cunoscut sub numele de modelul fuchsian al suprafeței hiperbolice. Semiplanul Poincaré este, de asemenea, hiperbolic, dar este simplu conex și necompact. Este acoperirea universală a celorlalte suprafețe hiperbolice.
Construcția analogă pentru suprafețele hiperbolice tridimensionale este modelul kleinian.